# Hypsophila lunulata
Hypsophila lunulata är en fjärilsart som beskrevs av W. Warren 1912. Hypsophila lunulata ingår i släktet Hypsophila och familjen nattflyn. Inga underarter finns listade i Catalogue of Life.